# ゴンサロ・サントス
ゴンサロ・ジョゼ・ゴンサルヴェス・ドス・サントス（Gonçalo José Gonçalves dos Santos 、1986年11月15日 - ）は、ポルトガル・ラメーゴ出身の元プロサッカー選手。現役時代のポジションは、ミッドフィールダー（守備的ミッドフィールダー）。